# Lokomotiva Pt31

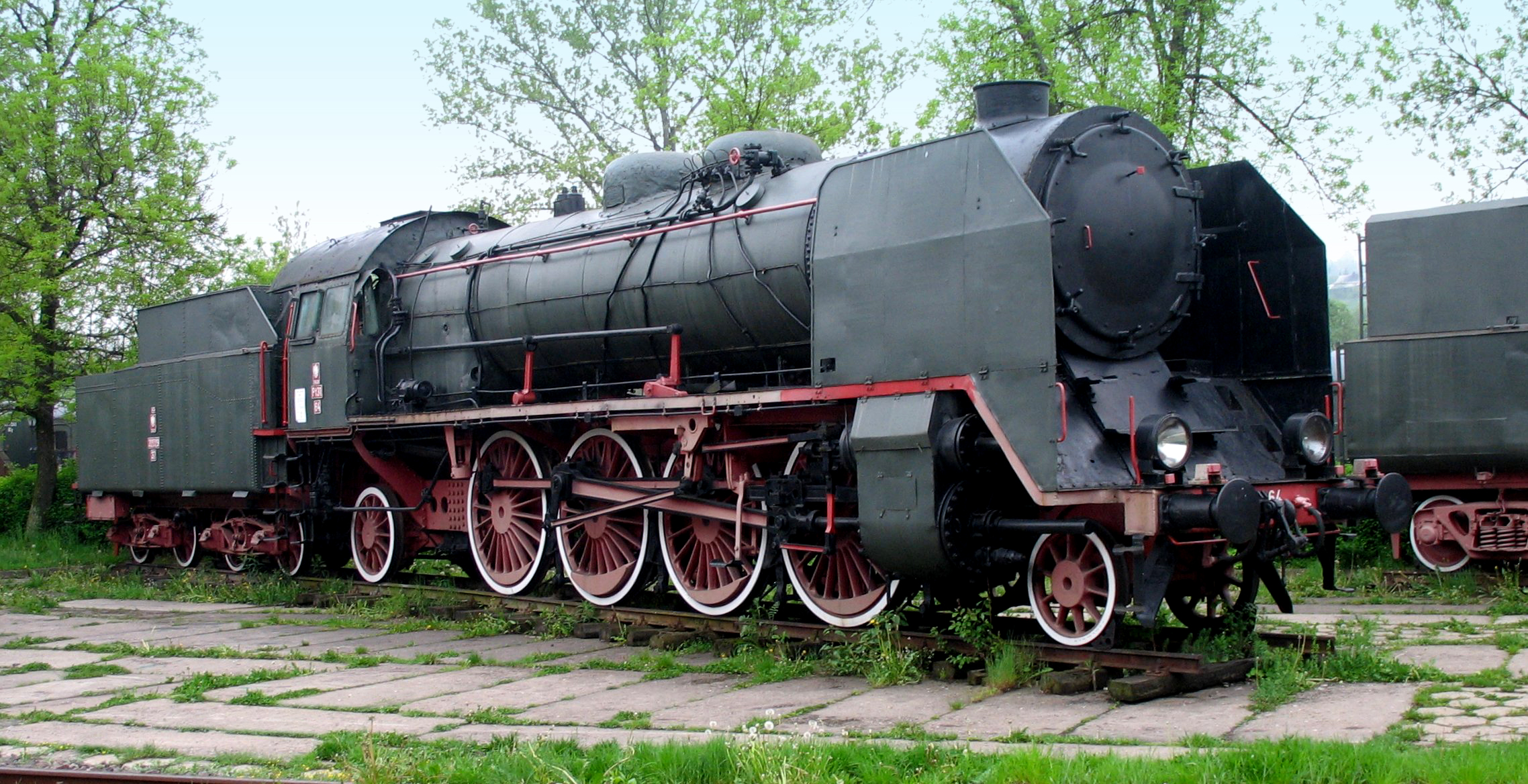
Lokomotiva Pt31-64 v Chabówce

Pt31 je polská parní lokomotiva vyráběná v letech 1932 až 1940 v továrně Fablok (polsky Pierwsza Fabryka Lokomotyw w Polsce Sp. Akc.), v Chrzanově.
Lokomotivy tohoto typu byly používány především na osobní přepravu. Bylo vyrobeno asi 110 kusů.